# Mockingbird
«Mockingbird» (en català: "Rossinyol") és el setè episodi de la quarta temporada, el 37è del total, de la sèrie televisiva Game of Thrones, de la productora nord-americana HBO. L'episodi va ser escrit per David Benioff i D.B. Weiss i dirigit per Alik Sakharov. Es va estrenar el 18 de maig del 2014.

## Argument

### A Port Reial
Als calabossos, Jaime Lannister (Nikolaj Coster-Waldau) i Tyrion Lannister (Peter Dinklage) discuteixen sobre l'actitud d'aquest darrer en el judici. Jaime li retreu no haver respectat el pacte establert, però Tyrion es mostra satisfet després de veure com el seu pare no s'ha sortit amb la seva. Tyrion demana a Jaime que lluiti per ell però aquest no es veu capaç de fer-ho sense seva la mà dreta. Llavors Tyrion demana a Jaime que busqui a Ser Bronn (Jerome Flynn). Mentrestant, Cersei Lannister (Lena Headey) saluda al seu campió, Ser Gregor «La Muntanya» Clegane (Hafþór Júlíus Björnsson), després d'haver executat a diversos presoners. Dies més tard, Bronn visita Tyrion i l'informa que Cersei li ha ofert casar-se amb una dama d'alta volada i li fa saber que no s'enfrontarà a La Muntanya en el seu nom. Quan Tyrion ja es creu ben mort, Oberyn Martell (Pedro Pascal) el visita i li explica que és conscient de l'hostilitat de la seva germana Cersei i que té desig de revenja doncs creu que Ser Gregor va matar la seva germana Elia. Ara Tyrion ja té el seu campió, Oberyn lluitarà per ell.

### Al Nord
Jon Snow (Kit Harington) i el que queda dels seus homes arriben al Castell Negre. En una reunió implora a Ser Alliser Thorne (Owen Teale) que bloquegi el passatge a través de la paret per impedir-ne l'accés a l'exèrcit de Mance Rayder, però la seva petició és denegada.

### A Roca de drac
A la nit, la reina Selyse Baratheon (Tara Fitzgerald) i Melisandre (Carice van Houten) parlen del seu viatge a Roca de drac. Selyse li diu a Melisandre que no vol que la seva filla, Shireen, vagi amb elles, però Melisandre la convenç que el Senyor de la Llum necessita també a Shireen.

### Al Camí Reial
Brienne de Tarth (Gwendoline Christie) i Podrick (Daniel Portman) mengen en una fonda on són servits per Pastís Calent (Ben Hawkey). Quan Brienne indaga sobre Sansa Stark, Pastís Calent es mostra nerviós. Més tard Pastís Calent els explica el seu viatge amb Arya, a la qual alguns donaven per morta. Pastís Calent els diu que la Germandat se la va emportar i va planejar-ne el rescat. Brienne decideix seguir el pressentiment de Pod i assumir que a Arya la porten amb la seva tia Lysa a la Vall.

### A Aigüesvives
Arya (Maisie Williams) i Sandor «El gos» Clegane (Rory McCann) continuen el seu viatge per l'est. Pel camí troben a un home malferit (Barry McGovern) que el «El gos» mata per pietat. Immediatament després són atacats per Biter (Gerard Jordan) i Rorge (Andy Beckwith). Biter mossega el coll d'«El gos» i aquest el mata. Arya, després de conèixer el nom de Rorge, li apunyala el cor. Més tard, mentre «El gos» intenta cosir-se la seva ferida al coll, Arya intenta cauteritzar-la, però «El gos» s'hi nega a causa de la seva pirofòbia. Li diu que el seu germà Gregor li va causar les seves cremades. Finalment, ella li cus la ferida.

### A través del Mar Estret
Daenerys (Emilia Clarke) troba Daario Naharis (Michiel Huisman) en les seves estances. Aquest li demana permís per anar a la guerra i per fer ús d'un dels seus talents. Ella li respon que faci ús de l'altre talent i es despulli. Al matí, Ser Jorah (Iain Glen) li demana si és assenyat de confiar en Daario, que va trair i matar els altres capitans dels Segons Fills. Daenerys li diu a Jorah que ha ordenat Daario i el seu exèrcit que recuperi Yunkai, i mati tots els mestres que hi queden. Jorah intenta convèncer-la que practiqui el perdó amb els seus enemics, basant-se en el fet que, en el seu dia, Ned Stark no el va executar. Así que Dany l'envia a Hizdhar zo Loraq para oferir als de Yunkai una elecció: viure en el nou món d'ella, o morir en el vell.

### A la Vall d'Arryn
Robin (Lino Facioli) li diu a Sansa (Sophie Turner) que quan es casin, seran capaços de matar qualsevol que els molesti amb la Porta de Lluna. Quan Robin destrueix una de les torres en una replica d'Hivernplè feta amb neu, Sansa li clava una bufetada. Poc després, Petyr Baelish (Aidan Gillen) confessa a Sansa que ell havia estimat molt a la seva mare Catelyn, i si va matar a Joffrey era per venjar-la. Petyr llavors fa un petó a Sansa, però Lysa (Kate Dickie) els veu. Més tard crida a Sansa i l'acosta prop de la Porta de Lluna. Lysa agafa Sansa, i l'empeny prop de l'obertura de la porta, dient-li que tots els seus enemics han passat per allí. Arriba Petyr i li diu a Lysa que, si allibera a Sansa, l'enviarà a fora. Lysa allibera Sansa però Petyr admet que només va estimar veritablement a Catelyn, i empeny a Lisa a través de la Porta de Lluna a la seva mort.

## Producció
«Mockingbird» adapta material de «Tempesta d'Espases», capítols 65, 66 i 80 (Arya XII, Tyrion IX & Sansa VII). També adapta el capítol 20 (Brienne IV) de «Festí de Corbs» així com el capítol 2 (Daenerys I) de «Ball amb Dracs».

## Audiències

### Recepció crítica
«Mockingbird» va rebre elogis de la crítica. Rotten Tomatoes va atorgar-li una puntuació del 100% basat en les crítiques de 31 col·laboradors. El consens del lloc és que "Encara que [l'episodi] majoritàriament senti les bases dels esdeveniments futurs, està impregnat d'acció, suspens, sorpreses, i crues emocions humanes."

### Índexs televisius
L'episodi va ser vist per 7,2 milions d'espectadors durant la seva estrena, establint un nou rècord.